# Simon Parmet

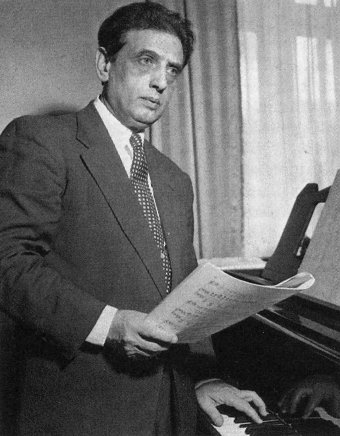
Simon Parmet, ca. 1960

Simon Parmet (* 26. Oktober 1897 in Helsinki; † 20. Juli 1969 ebenda) war ein finnischer Dirigent und Komponist.

## Leben
Er studierte am St. Petersburger Konservatorium und sammelte in dieser Zeit erste Erfahrungen als Pianist und Komponist. Später setzte er seine Studien in Helsinki und Berlin (1921–1922) fort. Er dirigierte Opern in Kiel, Hagen und Helsinki und gastierte als Dirigent in ganz Europa, in Israel und in den USA.
Im Oktober 1940 komponierte er für Bertolt Brecht die erste Vertonung des Dramas Mutter Courage und ihre Kinder. Dabei kopierte er auf Druck von Brecht den Stil Kurt Weills. Die Komposition, mit der Brecht sehr zufrieden war und an der Parmet zweifelte, gilt heute als verloren.
Vom Juni 1941 bis 1948 emigrierte er in die USA nach Boston. Später verlieh ihm das Bogulavsky College of Music in Chicago die Ehrendoktorwürde. Von 1948 bis 1953 dirigierte er das Finnish Radio Symphony Orchestra. Er war einer der Gründer der Jewish Song Society in Helsinki und des Akateeminen Laulu Choirs, der akademischen Chorgesellschaft (Dirigent 1953–1954). 1954/55 komponierte er die Musik zum Film Der Puppenhändler (Originaltitel Nukkekauppias ja kaunis Lilith).

„Die Melodie ist die Sprache des Herzens, der Rhythmus der Gesang des Blutes und Harmonie der Spiegel der Seele“

## Einspielungen und Publikationen
- Simon Parmet: Sibelius, Orchestral Songs. Hynninen.
- Simon Parmet: Sibelius symfonier; en studie i musikförståelse. H. Geber, Stockholm [1955], 145 S.
- Simon Parmet: The symphonies of Sibelius; a study in musical appreciation. Translated by Kingsley A. Hart. Cassell, London 1959, 169 S.
- Simon Parmet: Con amore; essäer om musik och mästare. Helsingfors 1960, 254 S.